# Gennaro Righelli

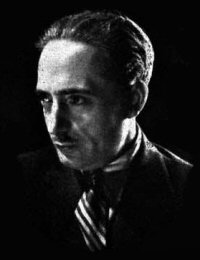
Gennaro Rhighelli, Juli 1930

Salvatore Gennaro Righelli (* 12. Dezember 1886 in Salerno; † 6. Januar 1949 in Rom) war ein italienischer Filmregisseur und Drehbuchautor.

## Leben und Wirken
Righelli, Sohn eines neapolitanischen Vaters und der Bologneserin Maria Galassi, begann seine berufliche Laufbahn 1902 als Schauspieler an einer Dialektbühne, an der auch sein Vater engagiert war, und kam 1911 zum Film als Regisseur von Kurzfilmen bei der neapolitanischen „Vesuvio Film“. Seine ersten Langfilme waren Literaturverfilmungen, Historienfilme und Melodramen, oft mit seiner ersten Frau Maria Mauro, später (ab den 1920er Jahren) mit der 1925 geehelichten Lebensgefährtin Maria Jacobini in der Hauptrolle.
1923 wechselte Righelli aufgrund der italienischen Kinokrise nach Deutschland und inszenierte hier mehrere Filme, ohne sich besonders zu profilieren. Mit dem Beginn des Tonfilmzeitalters kehrte er nach Rom zurück. Er wurde, unter Stefano Pittaluga bei der neuen „Cines“-Filmgesellschaft, ein typischer Vertreter des Kinos der Telefoni Bianchi; unter seinen zahlreichen Arbeiten finden sich aber auch mehrere Komödien mit Angelo Musco. Seine beiden letzten Filme Zum Teufel mit der Armut und Zum Teufel mit dem Reichtum mit Anna Magnani sind dagegen am Neorealismus orientiert.
Seine Tochter Lea ist die Mutter der Filmschaffenden Luciano und Sergio Martino.

## Filmografie (Auswahl)
- 1910: Andreuccio da Perugia
- 1919: La canaglia di Parigi
- 1920: L'innamorata
- 1922: Cainà
- 1923: Bohème
- 1924: Steuerlos
- 1924: Orient
- 1924: Die Puppenkönigin
- 1925: Catene
- 1925: Der Bastard
- 1927: Der Meister der Welt
- 1927: Heimweh
- 1927: Svengali
- 1928: Der geheime Kurier
- 1928: Der Präsident
- 1928: Frauenraub in Marokko
- 1928: Fünf bange Tage
- 1929: Die stärkere Macht
- 1929: Sensation im Wintergarten
- 1932: Die Himmelsflotte (L'armata azzurra)
- 1936: Lo smemorato
- 1945: Zum Teufel mit der Armut (Abbasso la miseria!)
- 1946: Zum Teufel mit dem Reichtum (Abbasso la ricchezza!)
- 1947: Il corriere del re